# Cheryl (chanteuse)
Pour les articles homonymes, voir Cole.
Cheryl Ann Tweedy connue sous les noms de Cheryl Tweedy, Cheryl Cole (du nom de son premier mari), Cheryl Fernandez-Versini (du nom de son deuxième mari) et maintenant Cheryl, née le 30 juin 1983 à Newcastle upon Tyne, est une chanteuse britannique, membre, à ses débuts, de Girls Aloud, un girl group formé en 2002.
Plusieurs fois élue « Femme la plus sexy du monde », c'est dans les médias, plus que sur scène, qu'elle est présente depuis le début des années 2010, autant en tant que jury ou coach dans des émissions de télévision.

## Biographie

### Ses débuts
Cheryl Ann Tweedy grandit dans les cités de Walker puis de Heaton, dans la banlieue de Newcastle. Elle est la quatrième des cinq enfants de Joan Callaghan et la première de ses deux enfants avec Garry Tweedy. Ses parents ne sont pas mariés, ils se séparent quand elle a 11 ans.
Toute jeune, Cheryl se passionne pour la danse. Elle se produit lors de spectacles dans la région de Newcastle : Most Attractive Girl au centre commercial MetroCentre de la ville, Best Looking Girl of Newcastle, Boots bonniest baby, etc. À neuf ans, elle est admise à l'école d'été du Royal Ballet. Elle parvient à participer à des récitals de danse à la télévision, telles que Gimme 5, à dix ans, en 1993.
Elle apparaît dans une publicité pour les illuminations de Noël du centre commercial Eldon Square de Newcastle avec son jeune frère Garry et à l'âge de sept ans, dans un spot télé pour British Gas.
Avant d'entrer dans le groupe Girls Aloud, Cheryl a signé quelques engagements avec un manager de Newcastle.

### Parcours artistique

#### Girls Aloud
Cheryl travaille en tant que serveuse dans un restaurant lorsqu'elle décide de participer à l'émission de télé-réalité Popstars: The Rivals, dont le but est de constituer un groupe de musique. Elle est la première à être sélectionnée pour faire partie d'un girl group. Lequel rencontrera, sous le nom de Girls Aloud, un énorme succès avec ses 5 albums édités.

#### Carrière solo

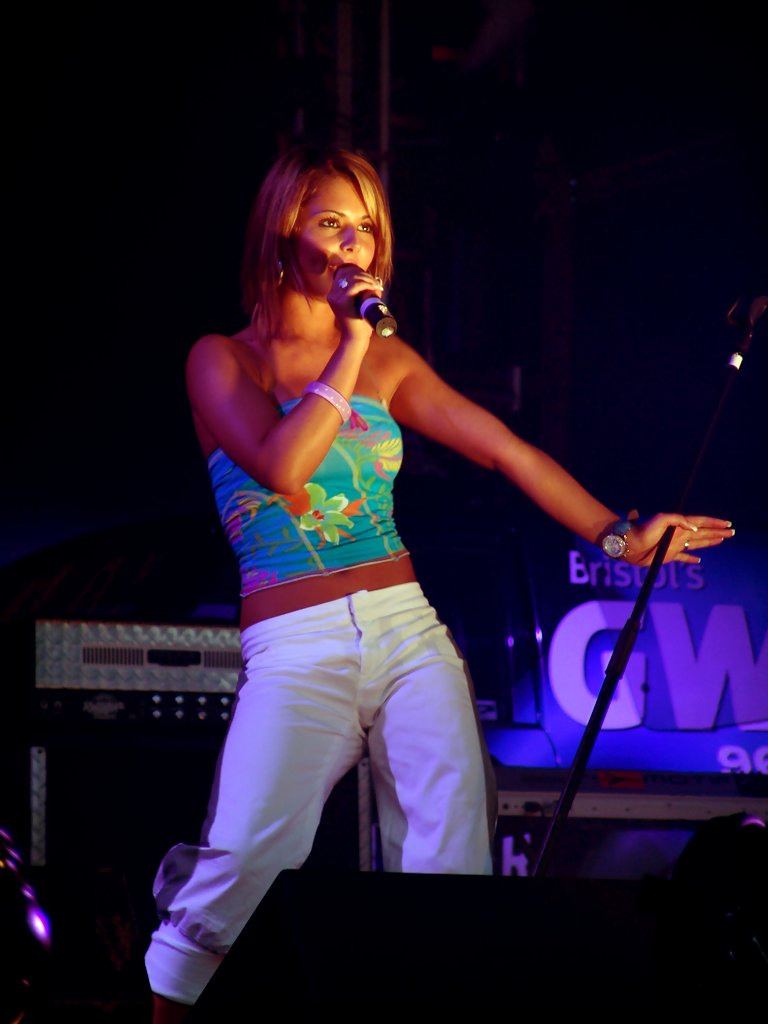
En concert en 2004.

En 2008, Cheryl participe au single Heartbreaker de Will.i.am, issu de son album Songs About Girls. À l'origine, elle ne devait apparaître que dans la vidéo, mais il réécrit quelques vers et lui demande de chanter sur le morceau.
Le 26 octobre 2009, Cheryl sort, au Royaume-Uni, son premier album solo intitulé 3 Words, dont sont extraits les singles Fight for This Love, 3 Words (en duo avec Will.i.am), Parachute et Stand up. Le label AZ sort l'album en France en téléchargement le 15 février 2010, puis dans les bacs le 22 mars de la même année. Elle chante encore sous le nom de « Cheryl Cole » car, à cette époque, elle est toujours mariée à Ashley Cole. Ensuite, elle utilisera le mononyme « Cheryl » pour ses productions musicales.
Au début de 2010, le groupe Buzz Junkies réalise une version remixée, plus électronique, du single Parachute,. L'album dépasse les 650 000 exemplaires au Royaume-Uni à la mi-février 2010. À ce jour, c'est son plus grand succès, avec plus d'un million d'albums vendus.
En octobre 2010, Cheryl sort son deuxième album, Messy little raindrops, vendu à 500 000 exemplaires. Le premier extrait de ce nouvel opus est Promise this, reprise d'une comptine bien connue, Alouette.
Le 18 juin 2012, la chanteuse anglaise dévoile son troisième opus intitulé A Million Lights. Le single phare de ce troisième album est Call my name. Malgré le succès du titre, l'album rencontre un succès moindre, il ne s'en vend que 100 000 exemplaires.
En novembre 2014, sort son 4e album, Only Human. C'est celui qui se vend le plus mal de sa carrière. Et le dernier à ce jour. Le premier single de cet album est Crazy Stupid Love en duo avec Tinie Tempah. Le 2e est I Don't Care. Les deux se classent numéro 1. Le titre Only Human est choisi comme dernier single de l'album.

### Présence dans les médias
Parfois surnommée « Chezza » dans la presse, sa carrière de chanteuse, au sein des Girls Aloud ainsi qu'en solo, lui a permis d'acquérir une certaine notoriété. Les plus grandes marque s'intéressent à elle pour faire la promotion de leurs produits. En juillet 2006, par exemple, elle signe un contrat de 200 000 £ pour devenir l'« égérie » du Coca-Cola Zero lors de son lancement au Royaume-Uni. Son physique avantageux n'est pas étranger à l'intérêt que lui portent les publicitaires et leurs clients. Personne ne songe à mettre en cause les charmes de la chanteuse, surtout pas le magazine FHM (édition anglaise) qui lui décerne la première place de son très attendu classement annuel de « La femme la plus sexy du monde » en 2009, ainsi qu'en 2010. 

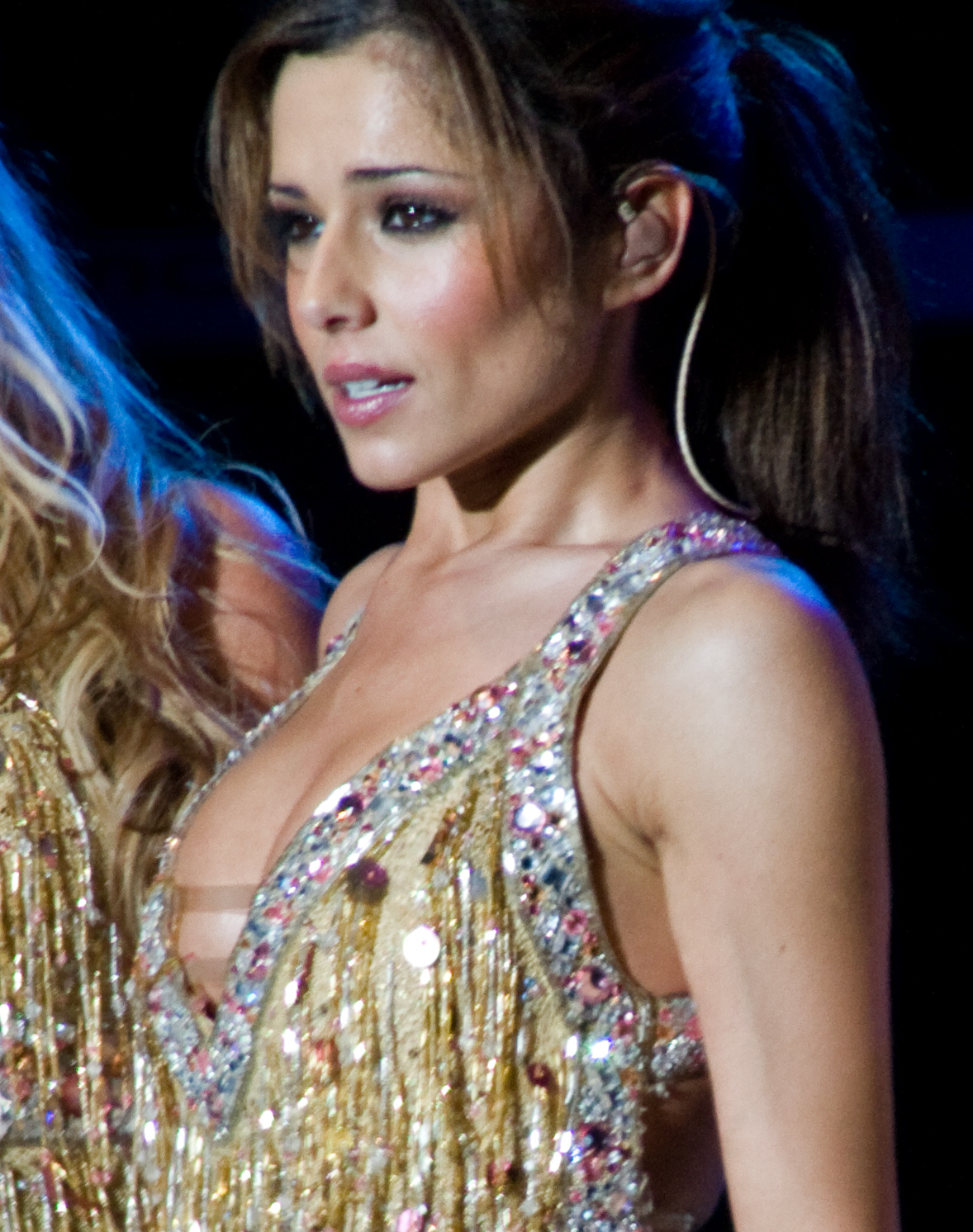
Cole chantant avec Girls Aloud à Battle Abbey en 2008.

En 2007, Lily Allen lui dédie une chanson, Cheryl Tweedy,, qu'il est possible de trouver en face B du single Smile.
La télévision anglaise s'intéresse également au sex-symbol national. Le 25 août 2006, Cheryl coprésente un épisode de The Friday Night Project aux côtés de Kimberley Walsh et Sarah Harding, deux autres membres du groupe Girls Aloud. Cheryl participe également à Comic Relief Does The Apprentice en 2007 afin de récolter des fonds pour l'association Comic Relief.
Et surtout, de 2008 à 2010, elle est membre du jury et coach (des filles puis des garçons) de l'émission de télévision anglaise The X Factor aux côtés de Simon Cowell, Dannii Minogue et Louis Walsh. En 2011, elle rejoint la version américaine de l'émission, mais elle est renvoyée après quelques auditions et est remplacée par Nicole Scherzinger. Elle revient dans le X Factor anglais en 2014.

### Vie privée
Le 15 juillet 2006, elle épouse une star du football anglais, Ashley Cole, membre de l'équipe nationale. Le mariage a lieu à Wrotham Park dans la ville d'Hertsmere au nord de Londres. Cheryl porte une robe dessinée par Roberto Cavalli, d'une valeur de 110 000 £ (soit environ 145 000 €). Le mariage est financé par le magazine OK! qui offre 1 million de £ au couple pour l'exclusivité des photos de la cérémonie. Mais Ashley ne tarde pas à tromper la « femme la plus sexy du monde ». Les journaux à scandales s'apitoient sur les affronts à répétition subis par Cheryl, tout en s'empressant de publier les récits, par ses conquêtes d'une nuit, de leurs ébats charnels avec le défenseur de Chelsea,. En septembre 2010, le divorce entre les deux époux est prononcé,. 
Cheryl entame une relation avec Derek Hough, vainqueur de Dancing with the Stars, en mai de la même année. Elle s'en sépare en mai 2011, après un an de liaison. 
De juillet 2012 à octobre 2013, elle fréquente un autre danseur, Tre Holloway. 
En octobre 2012, à moins de 30 ans, elle publie son autobiographie, My Story, dans laquelle elle disserte sans aménité sur les hommes qui l'ont blessée, en particulier son ex-mari, mais aussi Simon Cowell qui l'a fait renvoyer de X Factor. Cet exercice littéraire est une « thérapie » nécessaire pour « tourner la page ». Les tabloïds anglais sont ravis de publier les meilleurs passages du best-seller.
En juillet 2014, elle épouse Jean Bernard Fernandez-Versini, un restaurateur français, 4 mois après le début de leur liaison. Ils se séparent en janvier 2016.
Le 28 février 2016, Liam Payne, chanteur du groupe britannique One Direction déclare qu'il a une liaison avec Cheryl,,,. Elle annonce sur son compte Instagram qu'elle est enceinte et, le 22 mars 2017, elle accouche d'un garçon, Bear Payne. Le 1er juillet 2018, le couple annonce sa séparation via les réseaux sociaux.

## Tournées
- A Million Lights Tour (2012)